# Такахаси, Тоёдзи
Тоёдзи Такахаси (яп. 高橋豊二 Такахаси Тоёдзи,  24 сентября 1915, Токио, Японская империя — 3 марта 1940, Татеяма, Тиба, Японская империя) — японский футболист, нападающий. Участник Летних Олимпийских игр 1936 года.

## Биография
Тоёдзи был выходцем из знатной семьи Такахаси. Его дед Корэкиё был видным государственным деятелем: в 1921—1922 годах он занимал пост премьер-министра Японии. Отец Тоёдзи Корэката был членом японской палаты пэров. Мать Айка приходилась дочерью графу Тамэмото Куроки. Старший брат Кэнъити работал в администрации префектуры Хоккайдо.
Тоёдзи начал заниматься футболом во время обучения в средней школе Сэйдзё. Закончив школу, он поступил на сельскохозяйственный факультет Токийского университета и стал выступать за студенческую футбольную команду. В апреле 1936 года Тоёдзи был включён в заявку сборной Японии на Летние Олимпийские игры в Берлине. Нападающий провёл турнир на скамейке запасных, не сыграв ни одного матча, однако принял участие в трёх товарищеских играх перед его началом (включая встречу против австрийского «Ваккера»).
После окончания университета Тоёдзи поступил на военную службу, став курсантом морской авиации при японском императорском флоте. 5 марта 1940 года он погиб в ходе военно-морских учений. В 2016 году Тоёдзи и его партнёры по олимпийской сборной были включены в Зал славы японского футбола.